# Tanyproctus mourzinei
Tanyproctus mourzinei är en skalbaggsart som beskrevs av Keith och Marc Lacroix 1999. Tanyproctus mourzinei ingår i släktet Tanyproctus och familjen Melolonthidae. Inga underarter finns listade i Catalogue of Life.